# Sholem Aleichem
Sholem Aleichem (jiddish: שלום־עליכם), pseudonym för Sholom Nahumovitj Rabinovitj, född 2 mars 1859 i Perejaslav, guvernementet Poltava, död 13 maj 1916 i New York, var en jiddischspråkig författare. Han räknas tillsammans med Schalom Jakob Abramovitj och Isaac Leib Peretz som en av de "tre stora" jiddischspråkiga författarna.

## Biografi
Aleichem skrev till en början på ryska och hebreiska, men han övergick 1883 till jiddisch. Från 1906 var han bosatt i USA.
Sholem Aleichem blev under sin livstid känd som humorist, romanförfattare och dramatiker. Han lästes tidigt även i översättning till engelska och sågs som en "judisk Mark Twain". Idag är han mest berömd som författare till Tevje mjölkutköraren (1894–1916), som utgjorde förlagan till musikalen Spelman på taket.
De flesta av Sholem Aleichems verk utspelas bland människor i judiska byar och småstäder i östra Europa under 1800-talet. Hans författarskap har blivit en symbol för jiddischkulturen, vilket väl motsvarar hans egna ambitioner att verka för att jiddisch skulle spridas även som litterärt språk. Aleichem författade också de första barnböckerna på språket.

## Eftermäle
Nedslagskratern Sholem Aleichem på planeten Merkurius är uppkallad efter honom.